# Acrocercops thylacaula
Acrocercops thylacaula är en fjärilsart som beskrevs av Edward Meyrick 1932. Acrocercops thylacaula ingår i släktet Acrocercops och familjen styltmalar. Inga underarter finns listade i Catalogue of Life.